# Веногоно Инфериоре
Веногоно Инфериоре (итал. Venegono Inferiore) је насеље у Италији у округу Варезе, региону Ломбардија.
Према процени из 2011. у насељу је живело 6065 становника. Насеље се налази на надморској висини од 323 м.

## Становништво
| 1931. | 1936. | 1951. | 1961. | 1971. | 1981. | 1991. | 2001. | 2011. |
| ----- | ----- | ----- | ----- | ----- | ----- | ----- | ----- | ----- |
| 2.055 | 2.128 | 2.604 | 3.127 | 4.357 | 5.152 | 5.645 | 5.746 | 6.238 |